# Cot Panaih
Cot Panaih är en kulle i Indonesien.   Den ligger i provinsen Aceh, i den västra delen av landet, 1 700 km nordväst om huvudstaden Jakarta. Toppen på Cot Panaih är 63 meter över havet.
Terrängen runt Cot Panaih är platt. Havet är nära Cot Panaih åt nordost.Runt Cot Panaih är det ganska tätbefolkat, med 129 invånare per kvadratkilometer. Närmaste större samhälle är Lhokseumawe, 5,9 km öster om Cot Panaih. Runt Cot Panaih är det i huvudsak tätbebyggt.